# Sigismund von Kollonitz
Sigismund von Kollonitz (ur. 28 maja 1676 w Wiedniu, zm. 12 kwietnia 1751 tamże) – austriacki duchowny rzymskokatolicki, biskup Waitzen, biskup i pierwszy arcybiskup wiedeński, kardynał, graf.

## Biografia
Sigismund von Kollonitz urodził się 28 maja 1676 w Wiedniu w Austrii jako syn grafa Johanna Sigismunda von Kollonitza. Kuzynem jego dziadka był kard. Leopold Karl von Kollonitsch. Kształcił u jezuitów w Neuhaus. Następnie odbył studia teologiczne i filozoficzne w Rzymie, zakończone doktoratem. 22 października 1699 w Wiedniu otrzymał święcenia prezbiteriatu. Prymicje odbył w obecności cesarza Leopolda I. Karierę rozpoczął od godności kanonika ostrzyhomskiego. Następnie powołany został w skład rady cesarskiej.
14 października 1709 został biskupem Waitzen na Węgrzech. 7 grudnia 1709 przyjął sakrę biskupią (brak informacji kto jej udzielił). 16 kwietnia 1716 obrany biskupem Wiednia, co potwierdził papież Klemens XI 1 lipca 1716.
Zabiegał wraz z cesarzem Karolem VI o podniesienie wiedeńskiego biskupstwa do rangi archidiecezji. Zabiegi te odniosły skutek i 1 czerwca 1722 papież Innocenty XIII utworzył archidiecezję wiedeńską. Tym samym bp von Kollonitz został arcybiskupem. Papież powiększył również terytorium wiedeńskiego arcybiskupstwa.
26 listopada 1727 papież Benedykt XIII kreował abpa von Kollonitza kardynałem prezbiterem. 14 sierpnia 1730 otrzymał kościół tytularny śś. Marcelina i Piotra (29 sierpnia 1740 zmieniony na św. Chryzogona). W 1738 cesarz mianował go kardynałem-protektorem Rzeszy Niemieckiej oraz w 1743 Austrii i Węgier. Ponadto był kardynałem-protektorem paulinów.
Wziął udział w konklawe w 1730 i w 1740.
Podczas jego pontyfikatu powstały liczne kościoły w Wiedniu (m.in. kościół św. Piotra i kościół św. Karola Boromeusza) oraz w innych miejscowościach archidiecezji. Wybudował również przytułek, szpital dla Hiszpanów mieszkających w Wiedniu oraz letnią rezydencję arcybiskupów w Ober Sankt Veit.
7 grudnia 1750 na jego prośbę przydzielono mu koadiutora abpa Johanna Josepha von Trautsona. Kard. von Kollonitz zmarł 12 kwietnia 1751. Został pochowany w katedrze św. Szczepana.